# آلفين سلوتر
آلفين سلوتر (بالإنجليزية: Alvin Slaughter)‏ هو كاتب أغاني ومغني أمريكي، ولد في 17 يوليو 1955 في نيويورك في الولايات المتحدة.

## وصلات خارجية
- الموقع الرسمي
- آلفين سلوتر على موقع ميوزك برينز (الإنجليزية)
- آلفين سلوتر على موقع أول ميوزيك (الإنجليزية)
- آلفين سلوتر على موقع ديسكوغز (الإنجليزية)